# 6756 Williamfeldman
A 6756 Williamfeldman (ideiglenes jelöléssel (6756) 1978 VX3) a Naprendszer kisbolygóövében található aszteroida. Eleanor F. Helin és Schelte J. Bus fedezte fel 1978. november 7-én.